# Бондаренко Ольга Петрівна
Ольга Петрівна Бондаренко  (рос. Ольга Петровна Бондаренко, 2 червня 1960) — радянська легкоатлетка, олімпійська чемпіонка. Народилася у Славгороді на Алтаї у сімʼї російських німців Кренцер.

## Виступи на Олімпіадах
| Олімпіада      | Дисципліна           | Місце      |
| -------------- | -------------------- | ---------- |
| Сеул 1988      | біг на 10 000 метрів | 1          |
| Барселона 1992 | біг на 10 000 метрів | AC h1 r1/2 |

## Зовнішні посилання
- Досьє на sport.references.com [Архівовано 17 серпня 2011 у Wayback Machine.]